# Skagit County
Skagit County är ett administrativt område i delstaten Washington, USA, med 116 901 invånare. Den administrativa huvudorten (County Seat) är Mount Vernon.
Del av North Cascades nationalpark ligger i countyt. 

## Geografi
Enligt United States Census Bureau så har countyt en total area på 4 973 km². 4 494 km² av den arean är land och 479 km² är vatten. 

### Angränsande countyn
- Whatcom County, Washington - nord
- Okanogan County, Washington - öst
- Chelan County, Washington - sydöst
- Snohomish County, Washington - syd
- Island County, Washington - sydväst
- San Juan County, Washington - väst